# Лисик Володимир Михайлович
Лисик Володимир Михайлович (13 березня 1981, Львів) — кандидат юридичних наук, доцент кафедри міжнародного права Львівського національного університету імені Івана Франка.

## Біографія
У 2003 році закінчив юридичний факультет Львівського національного університету імені Івана Франка. З 2003 по 2007 року навчався в аспірантурі Львівського національного університету імені Івана Франка.
З 2004 року займається юридичною практикою, головним чином представництвом фізичних та юридичних осіб у цивільних та господарських справах. Вузька спеціалізація — митні справи та справи ускладнені іноземним елементом.
У 2008 році в Інституті міжнародних відносин Київського національного університету імені Т.Шевченка захистив дисертацію на тему «Правовий статус Міжнародного комітету Червоного Хреста у міжнародному праві» на здобуття наукового ступеня кандидата юридичних наук (спеціальність 12.00.11 — «Міжнародне право»).

## Наукові праці
Автор більш як 50-ти наукових публікацій з міжнародного права, у тому числі 2 підручників (у співавторстві)та монографії:
1. Репецький В., Лисик В. Міжнародне гуманітарне право. Підручник (затв. МОН України). — Київ, Знання, 2007. — 467 с.
2. Міжнародне публічне право. Підручник. За ред. Репецького В. М. — Київ, Знання, 2011. — 437 с.
3. Лисик В. М. Правовий статус Міжнародного комітету Червоного Хреста у міжнародному праві: Монографія/В. М. Лисик. — Одеса: Фенікс, 2012. — 208 с. — (Серія «Міжнародне право»)